# Asow (Polohy)
Asow (ukrainisch und russisch Азов) ist eine Ansiedlung im Osten der ukrainischen Oblast Saporischschja mit etwa 900 Einwohnern (2004).
Die 1823 von schwarzmeerdeutschen Siedlern mit dem Namen Tiegenhof als Teil der Planer-Kolonien bei Mariupol (auch unter dem Namen Kolonie Nr. 2 bekannt) gegründete Ortschaft befindet sich im Asowschen Hochland nahe der Grenze zum Rajon Wolnowacha der Oblast Donezk 10 km nördlich vom ehemaligen Rajonzentrum Rosiwka und 180 km südöstlich vom Oblastzentrum Saporischschja.
Am 5. April 2018 wurde das Ansiedlung ein Teil der neugegründeten Siedlungsgemeinde Rosiwka, bis dahin bildete es zusammen mit dem Dorf Antoniwka (Антонівка) und der Ansiedlung Myrne (Мирне) die gleichnamige Landratsgemeinde Asow (Азовська сільська рада/Asowska silska rada) im Osten des Rajons Rosiwka.
Am 17. Juli 2020 kam es im Zuge einer großen Rajonsreform zum Anschluss des Rajonsgebietes an den Rajon Polohy.